# Albert Sharpe
Albert Sharpe (Belfast, 15 aprile 1885 – Belfast, 13 febbraio 1970) è stato un attore irlandese.
Il suo ruolo più noto fu quello interpretato nel film Darby O'Gill e il re dei folletti (1959), prodotto da Walt Disney.

## Filmografia
- Agente nemico (I See a Dark Stranger), regia di Frank Launder (1946)
- Up in Central Park, regia di William A. Seiter (1948)
- Richiamo d'ottobre (The Return of October), regia di Joseph H. Lewis (1948)
- Il ritratto di Jennie (Portrait of Jennie), regia di William Dieterle (1948)
- Diana vuole la libertà (Adventure in Baltimore), regia di Richard Wallace (1949)
- Sua Altezza si sposa (Royal Wedding), regia di Stanley Donen (1951)
- Il ribelle dalla maschera nera (The Highwayman), regia di Lesley Selander (1951)
- You Never Can Tell, regia di Lou Breslow (1951)
- Uomini senza paura (Face to Face), regia di John Brahm, Bretaigne Windust (1952)
- Brigadoon, regia di Vincente Minnelli (1954)
- Darby O'Gill e il re dei folletti (Darby O'Gill and the Little People), regia di Robert Stevenson (1959)
- Furto alla banca d'Inghilterra (The Day They Robbed the Bank of England), regia di John Guillermin (1960)

## Doppiatori italiani
- Mario Corte in Sua Altezza si sposa, Brigadoon
- Nino Camarda in Il ritratto di Jennie
- Raffaele Uzzi in Darby O'Gill e il re dei folletti (doppiaggio tardivo)